# Кара-Сууський район
Кара́-Су́уський район (кир.: Кара-Суу району) — адміністративно-територіяльна одиниця в Оській області Киргизстану. Район розташований навколо обласного центру Оської області міста Ош. Площа району — 3 616 км². Районний та адміністративний центр — місто Кара-Суу.

## Географія
Територія району простягається з півночі на південь в центральній частині Оської області та межує на сході з Узгенським районом, на півдні з Алайським районом, на заході з Араванським і Ноокатським районами Оської області, на півночі з Ферганським вілоятом Узбекистану. Поблизу районного центру міста Кара-Суу державний кордон з Узбекистаном проходить по магістральному каналу Шахрихансай. Район розташований в межах східної околиці Ферганської долини та в гірських відрогах Алайського хребта.

### Клімат
Клімат в рівнинній частині району субтропічний, посушливий, у гірській місцевості — континентальний. 
Зими в районі нетривалі та м'які. Середня температура січня -3 ... -5 °C. Сніговий покрив практично не утворюється.
Весняний період є найкрасивішою порою року, завдяки весняним дощам і теплому сонцю.
Літо жарке і тривале. Середня температура липня + 34 ... + 36 °C.
Віддаленість району від морів і океанів обумовлює малу кількість річних опадів.

## Адміністративний устрій
Станом на 2009 рік район складався з 16 айильних аймаків:
1. Ак-Таський аїльний аймак (кир.: Ак-Таш айылдык аймагы) з ексклавом оточеним територією Узбекистана (Барак)
2. Джани-Арицький аїльний аймак (кир.: Жаңы-Арык айылдык аймагы)
3. Жооський аїльний аймак (кир.: Жоош айылдык аймагы)
4. Катта-Талдицький аїльний аймак (кир.: Катта-Талдык айылдык аймагы)
5. Кашгар-Киштацький аїльний аймак (кир.: Кашгар-Кыштак айылдык аймагы)
6. Кизил-Киштацький аїльний аймак (кир.: Кызыл-Кыштак айылдык аймагы)
7. Кизил-Сууський аїльний аймак (кир.: Кызыл-Суу айылдык аймагы)
8. Мадиський аїльний аймак (кир.: Мады айылдык аймагы)
9. Нариманський аїльний аймак (кир.: Нариман айылдык аймагы)
10. Отуз-Адирський аїльний аймак (кир.: Отуз-Адыр айылдык аймагы)
11. Папанський аїльний аймак (кир.: Папан айылдык аймагы)
12. Савайський аїльний аймак (кир.: Савай айылдык аймагы)
13. Сарайський аїльний аймак (кир.: Сарай айылдык аймагы)
14. Сари-Колотський аїльний аймак (кир.: Сары-Колот айылдык аймагы)
15. Телейкенський аїльний аймак (кир.: Төлөйкөн айылдык аймагы)
16. Шарцький аїльний аймак (кир.: Шарк айылдык аймагы)

## Населення
Результати переписів вказують на постійне збільшення населення району.
Кількість постійного населення Кара-Сууського району за результатами переписів:
| 1970    | 1979    | 1989    | 1999    | 2009    |
| ------- | ------- | ------- | ------- | ------- |
| 134 832 | 172 752 | 217 575 | 294 043 | 348 645 |

Станом на 2009 рік у районі мешкає 348 645 осіб. З них:
| Національність | Кількість людей | Частка,% |
| -------------- | --------------- | -------- |
| киргизи        | 189 262         | 54,3     |
| узбеки         | 134 340         | 38,5     |
| уйгури         | 10 445          | 3        |
| таджики        | 5 947           | 1,7      |
| турки          | 3 368           | 1        |
| азербайджанці  | 2 440           | 0,7      |
| дунгани        | 786             | 0,2      |
| татари         | 749             | 0,2      |
| росіяни        | 487             | 0,1      |
| казахи         | 281             | 0,1      |
| інші           | 540             | 0,2      |

На території Кара-Сууського району розташоване село Таширо - місце компактного проживання дунган (мусульман-китайців).

## Економіка
Основою економіки району є сільське господарство та переробна промисловість (перероблення бавовни, виробництво олії, ферментація тютюну).
У порівнянні з іншими районами Оської області район має найбільшу вагу в економіці області. 31,8% промислового виробництва області припадає на Кара-Сууський район. У районному центрі Кара-Суу розташований найбільший у Ферганській долині гуртово-роздрібний ринок, що займає площу 20,14 га.
Прикордонне положення зумовлює сильну взаємодію узбеків і киргизів, які здавна ведуть спільну торгівлю.
Поблизу обласного центру є автомобільний міжнародний пункт прикордонного пропуску «Достук».

## Лінки та джерела
- Кара-Сууський район на сайті Киргизького Державного агентства у справах місцевого самоуправління та міжетнічних відносин (кир).

Шаблон:Кара-Сууський район